# Okręty podwodne typu Naïade
Okręty podwodne typu Naïade – francuskie okręty podwodne z początku XX wieku. W latach 1903–1905 w stoczniach w Arsenal de Cherbourg, Arsenal de Toulon i Arsenal de Rochefort zbudowano dwadzieścia okrętów tego typu. Jednostki weszły w skład Marine nationale w latach 1904–1905. Wszystkie wycofano ze służby przed wybuchem I wojny światowej.

## Projekt i budowa
Okręty podwodne typu Naïade zamówione zostały na podstawie programu rozbudowy floty francuskiej z 1900 roku. Jednostki zostały zaprojektowane przez inż. Gastona Romazzottiego. Po raz pierwszy we francuskich okrętach podwodnych do napędu w położeniu nawodnym użyto silnika benzynowego, co jednak zaowocowało niewielkim zasięgiem.
Spośród dwudziestu okrętów typu Naïade trzy zbudowane zostały w Arsenale w Cherbourgu, jedenaście w Arsenale w Tulonie i sześć w Arsenale w Rochefort. Zwodowane zostały w latach 1903–1905. Koszt budowy pojedynczego okrętu wyniósł 365 000 franków.
| Okręt             | Stocznia  | Wodowanie            | Wejście do służby |
| ----------------- | --------- | -------------------- | ----------------- |
| „Naïade” (Q15)    | Cherbourg | 20 lutego 1904       | 1904              |
| „Protée” (Q16)    | Cherbourg | 8 października 1903  | 1904              |
| „Perle” (Q17)     | Tulon     | 1 listopada 1903     | 1904              |
| „Esturgeon” (Q18) | Tulon     | 8 stycznia 1904      | 1904              |
| „Bonite” (Q19)    | Tulon     | 6 lutego 1904        | 1904              |
| „Thon” (Q20)      | Tulon     | 18 marca 1904        | 1904              |
| „Souffleur” (Q21) | Tulon     | 20 kwietnia 1903     | 1904              |
| „Dorade” (Q22)    | Tulon     | 5 listopada 1903     | 1904              |
| „Lynx” (Q23)      | Cherbourg | 24 listopada 1903    | 1904              |
| „Ludion” (Q24)    | Tulon     | 18 marca 1904        | 1904              |
| „Loutre” (Q25)    | Rochefort | 25 sierpnia 1903     | 1904              |
| „Castor” (Q26)    | Rochefort | 5 listopada 1903     | 1904              |
| „Phoque” (Q27)    | Rochefort | 16 marca 1904        | 1904              |
| „Otarie” (Q28)    | Rochefort | 16 kwietnia 1904     | 1904              |
| „Méduse” (Q29)    | Rochefort | 15 czerwca 1904      | 1904              |
| „Oursin” (Q30)    | Rochefort | 26 września 1904     | 1905              |
| „Grondin” (Q31)   | Tulon     | 15 lipca 1904        | 1905              |
| „Anguille” (Q32)  | Tulon     | 8 sierpnia 1904      | 1905              |
| „Alose” (Q33)     | Tulon     | 12 października 1904 | 1905              |
| „Truite” (Q34)    | Tulon     | 14 kwietnia 1905     | 1905              |

## Dane taktyczno–techniczne
Jednostki typu Naïade były małymi okrętami podwodnymi o konstrukcji jednokadłubowej. Długość całkowita wykonanych ze stali jednostek wynosiła 23,7 metra, szerokość 2,2 metra i zanurzenie 2,6 metra. Wyporność w położeniu nawodnym wynosiła 70,5 tony, a w zanurzeniu 73,5 tony. Okręty napędzane były na powierzchni przez silnik benzynowy Panhard et Levassor o mocy 57 koni mechanicznych (KM). Napęd podwodny zapewniał silnik elektryczny SEE o mocy 95 KM. Jednośrubowy układ napędowy pozwalał osiągnąć prędkość 7,25 węzła na powierzchni i 6 węzłów w zanurzeniu. Zasięg wynosił 200 Mm przy prędkości 5,5 węzła w położeniu nawodnym oraz 30 Mm przy prędkości 4 węzłów pod wodą. Dopuszczalna głębokość zanurzenia wynosiła 30 metrów.
Okręty wyposażone były w dwie zewnętrzne wyrzutnie torped kalibru 450 mm, bez torped zapasowych. Załoga jednego okrętu składała się z 12 oficerów, podoficerów i marynarzy.

## Przebieg służby
Jednostki typu Naïade zostały wcielone do służby w Marine nationale w latach 1904–1905. Okręty otrzymały numery taktyczne Q15-Q34. Okręty pełniły służbę na Morzu Śródziemnym i na wodach kanału La Manche. Skreślono je z listy floty 21 maja 1914 roku, z wyjątkiem wycofanych wcześniej „Esturgeona” (7 czerwca 1912 roku) i „Grondina” (8 maja 1913 roku).